# 리네 베른달

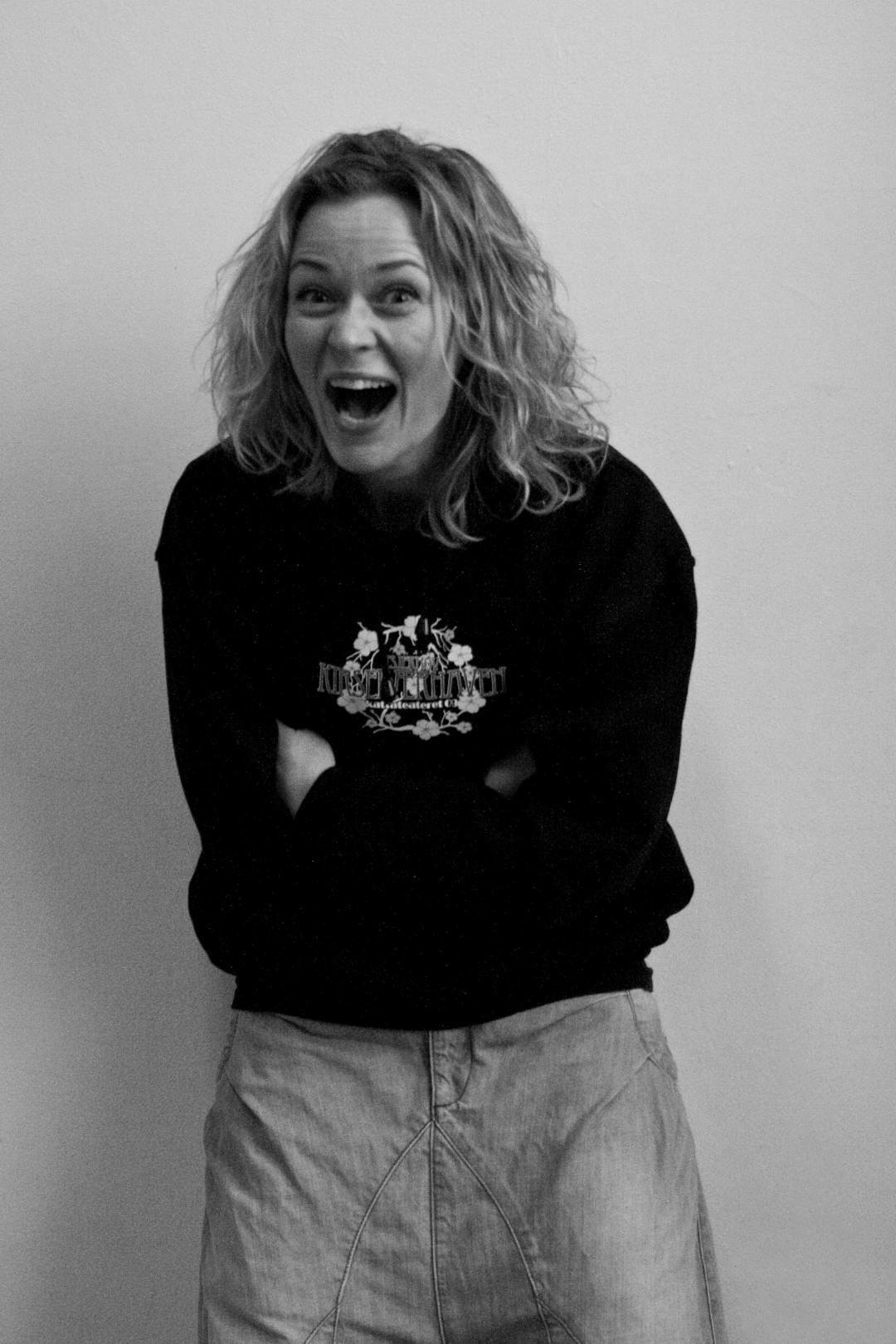

리네 베른달(Line Verndal, 1972년 3월 23일 ~ )은 노르웨이의 배우이다.
오슬로에서 태어났다.

## 영화
- 오퍼레이션 아크틱 (2014년)
- 매드 쉽 (2012년)
- 림보 (2010년)
- 내 인생의 여인 (2003년)
- 늑대와 함께 한 여름 (2003년)